# Cobeña
Cobeña est une commune de la communauté de Madrid, en Espagne.